# Relacions entre Etiòpia i Somalilàndia
Les relacions entre Etiòpia i Somalilàndia es refereixen a la relació entre la República de Somalilàndia i la República Federal d'Etiòpia. Els dos països no tenen relacions diplomàtiques formals, però Etiòpia té un consolat en Hargeisa i Somalilàndia té una oficina de representació a Addis Abeba.
Les relacions entre la República de Somalilàndia i Etiòpia han estat generalment positives des que Somalilàndia va declarar la seva independència el 18 de maig de 1991. Aquest panorama suposa un canvi respecte a l'animositat històrica entre Somàlia i Etiòpia.
En 1994, Etiòpia i Somalilàndia van aconseguir acords comercials i de seguretat que preveien una associació estratègica ampliada. Un dels acords més importants era un tractat que establia relacions diplomàtiques no formals entre tots dos països. Els dos països també van signar un tractat d'extradició.
L'1 de gener de 2024, Etiòpia i Somalilàndia van signar un memoràndum d'entesa que donava accés a Etiòpia a la Mar Roja a través del port de Berbera a canvi d'un reconeixement diplomàtic.